# Степано-Разинская
Степа́но-Ра́зинская — станица в Быковском районе Волгоградской области России. Входит в Верхнебалыклейское сельское поселение.
Станица расположена на берегу Волги (Волгоградского водохранилища) в 10 км южнее села Верхний Балыклей, т.е. ниже по течению Волги, по трассе путь составляет около 22 км. В 5 км на востоке от села проходит трасса Р226.
Население составляет около 170 человек (2002).
В станице есть школа, медучреждение. Населенный пункт обслуживается отделение почтовой связи 404082, расположенным в селе Солдатско-Степное.
Волгоградское водохранилище обеспечивает благоприятные условия для рыбалки. Погодные условия подходят для выращивания овощей и бахчевых культур.

## История
Станица основана не ранее 1790 г казаками Волжского семейства, как хутор Субботин. Казаки Волжского семейства - это остатки Волжского казачьего войска, избежавших
по разным причинам переселения на Кавказ. Основали хутор казаки Ягодины из Александровской станицы ( ныне станица Суводская Волгоградской области).
В 1895 году хутор Субботин переименован в хутор Николаевский. В 1909 году хутор был преобразован в станицу Николаевскую, которая относилась ко Второму отделу Астраханского
казачьего войска.
Станица расположена рядом с селом Нижний Балыклей, которое в 1859 году как хутор Нижне-Балыклейский принадлежало ко второму стану Царевского уезда Астраханской губернии. 8 декабря 1921 года Всероссийский центральный исполнительный комитет принял постановление «Об утверждении Николаевского уезда Царицынской губернии», в состав которого входила, в том числе и Верхнебалыклейская волость.
По состоянию на 1 января 1964 года посёлок Степана Разина относился к Уралоахтубинскому сельскому совету, который, в свою очередь, входил в состав Среднеахтубинского района Волгоградской области (в документах значатся также одноимённый посёлок в составе Покровского сельского совета, однако в дальнейшем в Быковский район был передан только Урало-Ахтубинский сельский совет, а Покровский остался в составе Среднеахтубинского района, при этом сам населённый пункт перешёл в состав Быковского района). При воссоздании Быковского района на основании решения Волгоградского облисполкома от 18 января 1965 года № 2/35 и Указа Президиума Верховного Совета РСФСР от 12 января 1965 года за счёт разукрупнения Николаевского и Среднеахтубинского районов в состав Быковского из Среднеахтубинского были передан в том числе Верхнебалыклейский и Урало-Ахтубинский сельские советы. На 1 июля 1968 года станица Степано-Разинская указана уже в числе населённых пунктов, относящихся к Верхнебалыклейскому сельскому совету.